# Arroyo Piedras Blancas (Uruguay)
El arroyo Piedras Blancas es un curso de agua uruguayo que atraviesa el departamento de Cerro Largo,  pertenece a la cuenca hidrográfica de la laguna Merín.
Nace en la cuchilla de Mangrullo y desemboca en el río Tacuarí.